# ЧАЗ-А083.10
ЧАЗ А08310 «Мак» — украинский туристический автобус малой вместимости производства Черниговского автозавода.

## Особенности
Автобус «Мак» имеет длину 8,4 м и вмещает 35 пассажиров. Внизу автобуса присущи багажники объёмом 2,4 м3. За всю историю производства на автобус ставят двигатели немецкого производства DEUTZ BF4M2012-12E3 Евро-3 мощностью 120 л. с., китайского производства FAW или индийского Ashok Leyland.
Автобус может эксплуатироваться даже в качестве служебного, учитывая то, что ему присущи обычные механические двери. Он получил название «Мак» с учётом экстерьера, габаритных размеров и высокой манёвренности. На борту некоторых экземпляров изображены маки, на фоне которых написано слово «Мак».

## Эксплуатация
Автобусы ЧАЗ А08310 эксплуатируются в Житомирской, Тернопольской, Днепропетровской, Волынской, Киевской, Запорожской, Кировоградской, Закарпатской и Сумской областях в качестве линейных.